# Kita-ku (Niigata)
Kita-ku (北区?) es uno de los ocho distritos administrativos que conforman la ciudad de Niigata, capital de la prefectura de Niigata, en la región de Hokuriku, Japón. El 1 de marzo de 2021 tenía una población estimada de 73 124 habitantes y una densidad de población de 679 personas por km².

## Geografía
Kita-ku se encuentra en el noreste de la ciudad de Niigata, limitando con el mar de Japón al norte.

## Historia
El barrio fue creado en 2007 cuando Niigata se convirtió en ciudad designada por decreto gubernamental.